# Pterostylis pusilla
Pterostylis pusilla är en orkidéart som beskrevs av Richard Sanders Rogers. Pterostylis pusilla ingår i släktet Pterostylis och familjen orkidéer. Inga underarter finns listade i Catalogue of Life.